# Життя ченців у Бутані
У Бутані існує велика кількість монастирів, які відіграють найважливішу роль у всіх сферах життя бутанського суспільства.

## Ієрархія
Ченці, які в Бутані носять червоний одяг, живуть в монастирях (ґомпа, лакханг або дзонг), називаються гелонгами; їхнє життя проходить під керівництвом лам — релігійних лідерів і вчителів з почесним званням лопен (наприклад Lopen Сонам Зангпо Рінпоче). Кожен монастир очолює священик, який є ламою, хоча назви титулу можуть бути різні. Найголовніший чернець країни є головним релігійним ієрархом Бутану, титул якого звучить як Дже Кхемпо. Його повноваження теоретично еквівалентні повноваженням короля. Дже Кхемпо і Дордже Лопен, релігійний лідер адміністративної одиниці, є вищими органами релігійної влади; потім йдуть Дапре Лопен (майстер граматики і літератури), Янгу Лопен (майстер співу й літургії), Ценуй Лопен (майстер філософії), Кілкор Лопен (майстер мистецтв), Ципе Лопен (майстер астрології), Умзе (майстер хору) і Кундзу (майстер дисципліни).

## Повсякденне життя
Юні ченці приходять в монастирі у віці від шести до дев'яти років і відразу ж потрапляють під спостереження служителя. Вони вчаться читати чоки — священну мова стародавніх текстів, а також вивчають дзонг-ке та англійську мову. Через деякий час вони повинні вибрати один із двох шляхів чернецтва: богословські студії і буддійську теорію або, що є більш поширеним, брати участь в ритуалах і осягати віру приватною практикою. Повсякденне життя ченців строге, особливо якщо вони служать в одному з монастирів, розташованих далеко в горах. У цих монастирях часто не вистачає їжі, і її повинні готувати самі ченці або відвідувачі монастиря. Монахи часто не мають повноцінного зимового одягу, а монастирі взимку не опалюються. Якщо який-небудь чоловік з родини служить в такому монастирі, то це вважається дуже хорошою справою з точки зору карми для всієї цієї сім'ї. Духовна освіта ченця триває протягом усього його життя. Крім виконання своїх безпосередніх релігійних обов'язків, монах може зважитися на мовчазне відлюдництво. Відлюдництво може тривати три роки, три місяці, три тижні і три дні. Під час відлюдництва, однак, монах повинен регулярно зустрічатися зі своїм духовним майстром, який перевіряє його духовний розвиток, щоб переконатися, що час відлюдництва було витрачено недарма. В країні існує Центральна рада ченців — збори близько 600 осіб, які беруть участь у вирішенні найбільш важливих релігійних питань на переважній частині території країни. Влітку збори проходять в Тхімпху, столиці країни, а взимку — в Пунакха-дзонгу, найсвященнішому дзонгу в Бутані, який засновник Бутану Шабдрунг Нгаванг Намґ'ял обрав в якості столиці на початку XVII століття і де спочиває його тіло.

## Категорії ченців
Деякі ченці мають право відмовитися від обітниці безшлюбності і вступити у шлюб: такі монахи називаються «гетри», або ченці у відставці. Деякі ченці вважаються «перевтіленими», їх називають тулку або рінпоче (великий шанований монах). Відлюдники-гомчени живуть, маючи свої сім'ю і роботу, як й інші миряни. Проте вони навчаються релігії і можуть брати участь в релігійних церемоніях і проповідувати. Вони не носять чернечого одягу, але носять червоний шарф, що вирізняє їх як ченців. Більшість ченців Бутану відносяться до буддійської школи друкпа, але на сході Бутану більш поширеною є школа Ньїнґма.